# Indian Airlines
Indian Airlines, posteriorment Indian, fou una important aerolínia de l'Índia amb seu a Delhi. Duia a terme principalment vols a destinacions nacionals, juntament amb algunes destinacions internacionals a països veïns. Havia estat una empresa de capital públic des de la fusió de vuit aerolínies índies que dataven d'abans de la independència del país i era gestionada pel Ministeri d'Aviació Civil. El 2007, el Govern de l'Índia anuncià que Indian es fusionaria amb Air India, operació que es consumà el febrer del 2011. La seva flota incloïa únicament avions de la família Airbus A320.